# Ивановский (Краснодарский край)
Ивановский — хутор в Новокубанском районе Краснодарского края.
Входит в состав Верхнекубанского сельского поселения.

## География

### Улицы
- ул. Крайняя,
- ул. Сельская,
- ул. Широкая,
- ул. Ясная.

## Население
| 2002 | 2010 |
| ---- | ---- |
| 116  | ↘106 |